# Killing You
Killing You è un singolo del gruppo musicale britannico Asking Alexandria, pubblicato il 17 dicembre 2013 come secondo estratto dal terzo album in studio From Death to Destiny.

## Pubblicazione
Il singolo è stato reso disponibile per il download digitale a partire dal 17 dicembre 2013 e contiene il videoclip di Killing Video e un remix del brano Someone, Somewhere (originariamente contenuto nel secondo album Reckless & Relentless) realizzato da Popkong. Quest'ultimo è stato successivamente pubblicato come singolo digitale a sé stante il 9 febbraio 2015.

## Video musicale
Il video, diretto da Frankie Nasso, è stato reso disponibile per la visione a partire dal 5 novembre 2013 ed è caratterizzato da numerose scene di nudo femminile. Nessun componente degli Asking Alexandria appare nel video.

## Tracce
Testi di Danny Worsnop e Ben Bruce, musiche di Ben Bruce e James Cassells.
1. Killing You (Video) – 4:40
2. Someone, Somewhere (Popkong Remix) – 4:37

## Formazione
Gruppo
- Danny Worsnop – voce
- Ben Bruce – chitarra solista, voce
- Cameron Liddell – chitarra
- Sam Bettley – basso
- James Cassells – batteria

Altri musicisti
- Logan Mader – programmazione, sound design elettronico

Produzione
- Ash Avildsen – produzione esecutiva, produzione vocale aggiuntiva
- Joey Sturgis – produzione, ingegneria del suono, produzione ed ingegneria vocale
- David Bendeth – missaggio
- Michael "Mitch" Milan – montaggio digitale
- Ted Jensen – mastering
- Nick Sampson – produzione ed ingegneria vocale, montaggio vocale
- Allan Hessler – ingegneria vocale aggiuntiva
- Bryan Pino – tracciamento vocale aggiuntivo
- Joe Graves – tracciamento vocale aggiuntivo